# Centrale nucleare di Vermont Yankee
La centrale nucleare Vermont Yankee è una centrale nucleare americana, situata a Vernon nella Contea di Windham nel Vermont. La centrale, col suo unico reattore da 620 MW è l'unica installazione per elettrogenerazione dello Stato.

## Chiusura dell'impianto
La licenza per il funzionamento dell'impianto scade a marzo 2012, nel 2006 la compagnia elettrica proprietaria dell'impianto ha richiesto all'NRC una proroga per il suo funzionamento per ulteriori 20 anni, richiesta che è attualmente al vaglio. Lo Stato del Vermont è l'unico Stato americano che ha diritto di veto sulle decisioni dell'ente regolatore, in base a ciò lo Stato ha votato contro un eventuale prolungamento dell'operatività dell'impianto, che da solo soddisfa circa un terzo dell'energia elettrica consumata nello Stato. Le motivazioni per questo voto sono il rischi per la produzione elettrica da questa fonte e un possibile aumento del costo dell'elettricità; la decisione non può essere considerata definitiva in quanto nel 2011 ci saranno nuove elezioni politiche. A gennaio 2011 la corte distrettuale ha stabilito che l'impianto può continuare ad operare oltre la fine della sua licenza originale di 40 anni, a marzo, garantendo ad Entergy una vittoria tanto attesa per lo Stato del Vermont, stabilendo la preminenza della legge federale sull'energia nucleare su quella statale.